# Lauren Fendrick
Lauren Marie Fendrick (* 20. März 1982 in Carlsbad) ist eine US-amerikanische Volleyball- und Beachvolleyballspielerin.

## Karriere
Fendrick begann 1997 während ihrer Zeit an der Carlsbad High School mit dem Volleyball. Ein Jahr später wurde sie bereits in die Jugend-Nationalmannschaft der USA berufen. 1999 begann die Außenangreiferin ihr Studium an der University of California, Los Angeles. Dort spielte sie in der Universitätsmannschaft. Nach ihrem Abschluss war sie noch bei Vereinen in Puerto Rico und in der Türkei aktiv.
2003 begann Fendrick ihre Karriere als Beachvolleyballerin. In den folgenden Jahren trat sie mit wechselnden Partnerinnen auf der AVP-Tour an, darunter auch ihre aktuelle Mitspielerin Brittany Hochevar. 2008 bildete sie ein Duo mit Ashley Ivy. Nach zwei Turniersiegen in Vaduz (Satellite) und Ägypten (Challenger) erreichten Fendrick/Ivy bei ihren ersten drei Open-Turnieren der FIVB World Tour gleich die Plätze sieben und fünf. Bei der Weltmeisterschaft 2009 gelang ihnen in der Vorrunde ein Sieg gegen die Norwegerinnen Aas/Bjørkesett, aber sie schieden als Gruppendritte aus. Anschließend spielten sie ihre ersten Grand Slams und kamen dabei in Klagenfurt als Neunte in die Top Ten. Zum Abschluss der Saison wurde sie Vierte in Phuket. 2010 erreichten sie als bestes Ergebnis den 13. Platz bei den Seoul Open.
In Stare Jabłonki trat Fendrick erstmals mit ihrer neuen Partnerin Brooke Hanson an. Fendrick/Hansen wurden Neunte in Sanya. Das Jahr 2011 begannen sie mit zwei vierten Plätzen in Brasília und Shanghai. Bei der WM in Rom gelangten sie als Gruppenzweite in die KO-Runde und schafften es mit zwei weiteren Siegen ins Viertelfinale. Dort mussten sie sich den späteren Weltmeisterinnen Larissa/Juliana aus Brasilien in drei Sätzen geschlagen geben, so dass sie das Turnier auf dem fünften Rang beendeten. Im weiteren Verlauf des Jahres wurden sie jeweils Neunte in Stavanger und Moskau sowie Fünfte in Klagenfurt und Phuket. 2012 kamen sie nur noch beim Berliner Grand Slam (Rang neun) in die Top Ten.
Beim letzten Turnier 2012 erreichte Fendrick mit Nicole Branagh den vierten Platz in Bang Saen. Das Duo spielte auch die ersten beiden Turniere der World Tour 2013 gemeinsam. In Corrientes stand Fendrick dann erstmals mit Hochevar auf dem Platz. Fendrick/Hochevar wurden Neunte beim Grand Slam in Rom. Bei der WM in Stare Jabłonki landeten Fendrick/Hochevar nach einer Viertelfinalniederlage gegen die Deutschen Borger/Büthe auf Platz fünf. Von 2014 bis 2016 spielte Fendrick mit Brooke Sweat zusammen. Fendrick/Sweat belegten auf der World Tour zahlreiche Top-Ten-Platzierungen, konnten allerdings nie das Halbfinale erreichen. Auch bei der WM 2015 in den Niederlanden belegten sie Platz fünf. Bei den Olympischen Spielen 2016 in Rio de Janeiro schieden die US-Amerikanerinnen sieglos nach der Vorrunde aus.
2017 war April Ross Fendricks Partnerin. Die beiden US-Amerikanerinnen gewannen das AVP Turnier in New York und erreichten bei der WM in Wien das Endspiel, das sie gegen die deutschen Olympiasiegerinnen Ludwig/Walkenhorst verloren. Im folgenden Jahr gelang Fendrick mit Sarah Sponcil die Finalteilnahme in Austin bei der amerikanischen Tour als bestes Ergebnis. Nach einem Jahr Pause wurde die aus Carlsbad stammende Sportlerin 2020 mit Emily Day Dritte in Long Beach und gewann mit Sara Hughes das Zwei-Sterne-Event in Siem Reap. Nach einer Auszeit von einer weiteren Saison kam Lauren Fendrick bei Elite16-Wettkämpfen sowohl mit Emily Stockman in Rosarito als auch mit Susannah Muno in Hamburg nicht über die Qualifikation hinaus, mit Ersterer wurde sie jeweils Neunte bei Challenge-Turnieren in Tlaxcala und Itapema.